# Glênio Sá
Glênio Fernandes de Sá (Caraúbas, Rio Grande do Norte, 30 de abril de 1950 — Jaçanã, Rio Grande do Norte, 26 de julho de 1990) foi um guerrilheiro marxista brasileiro, integrante da Guerrilha do Araguaia.

## Biografia
Glênio, começou a sua trajetória política em 1966, no movimento estudantil secundarista em Mossoró (RN). No PCdoB veio a se filiar em 1968, em Fortaleza (CE). Cursou até o 4º ano de Geologia na UFRN.
Suas atividades guerrilheiras na região do Araguaia começaram em 1970, sendo preso em dezembro de 1972, na segunda campanha do Exército, permanecendo nessa condição até 1975.
Faleceu prematuramente em um acidente automobilístico, quando se encontrava em plena campanha para o Senado Federal pelo estado do Rio Grande do Norte.
Escreveu Araguaia - relato de um guerrilheiro, publicado pela Editora Anita Garibaldi em 1990.